# Allgäuer sennalpkäse
L'allgäuer sennalpkäse est un fromage allemand fabriqué dans l'Allgäu, au sud de la Bavière. Il s'agit d'un fromage à pâte pressée cuite au lait de vache cru. Il est protégé à l'échelle européenne par une appellation d'origine protégée depuis 2016.

## Description
L'allgäuer sennalpkäse se présente sous forme de meules pesant de 5 kg à 35 kg, avec un de diamètre allant de 30 cm à 70 cm et un hauteur allant jusqu'à 15 cm. La pâte est de couleur ivoire ou jaune, et peut être souple ou ferme selon l'affinage du fromage. Elle contient de petits trous de la taille d'un petit pois. La croûte, de couleur jaune orangée ou brune, est sèche. Le goût de l'allgäuer sennalpkäse peut rappelé la noix et avoir des notes fumées pour les fromages plus affinés. Il peut devenir piquant pour les fromages les plus vieux.
Les meules pesant moins de 15 kg peuvent être commercialisée après 3 mois d'affinage sous l'appellation "allgäuer sennalpkäse jeune". Les meules plus lourdes sont affinées au minimum 4 mois.
La teneur en matière grasse sur extrait sec est de 45% minimum et l'extrait sec représente au moins 55 % du poids d'un fromage jeune, et au moins 62% du poids d'un fromage affiné.

## Fabrication
L'allgäuer sennalpkäse est fabriqué à partir de lait cru de vaches élevées dans les arrondissements d'Ostallgäu, Oberallgäu et Lindau dans le district de Souabe. L'alimentation des vaches provient à 60% de ces arrondissements. Le fromage est produit en alpage directement entre mai et octobre, lorsque les vaches paissent dans les alpages. Le lait est caillé par ajout de présure, puis découpé et chauffé à 52°C. Le fromage est ensuite pressé, moulé et affiné au minimum 3 mois pour les fromages de moins de 15 kg, et au minimum 4 mois pour les fromages de plus de 15 kg.